# Javier Mascherano
Javier Alejandro Mascherano (Santa Fe, 8. lipnja 1984.) argentinski je nogometni trener i bivši nogometaš. Trenutačno je trener Inter Miamija. Kao igrač igrao je na pozicijama braniča i obrambenog veznog. 
S reprezentacijom je osvojio dvije zlatne olimpijske medalje, u Ateni 2004. i Pekingu 2008. godine. Predvodio je Argentinu kao kapetan na Svjetskom prvenstvu 2010. u Južnoafričkoj Republici.

## Karijera

### River Plate (2003. – 2005.)
Javier Mascherano je karijeru započeo u argentinskom klubu River Plate 3. kolovoza 2003. godine protiv momčadi Nueva Chicago. River je tu utakmicu pobijedio 2:1. Tada je Mascherano već igrao za juniorsku reprezentaciju Argentine i vratio se s FIFA SP-a za mlade 2003. Također je sudjelovao u pobjedi Rivera 4:3 protiv peruanskog kluba Cienciano u finalu Copa Sudamericane (južnoameričkom pandanu UEFA Europske lige).
Godine 2004. River je igrao u Copa Libertadoresu i izgubio od rivala Boca Juniorsa. Nakon toga kupa, nekoliko je klubova pokazalo interes za Mascherana kao što su Real Madrid i Deportivo de La Coruña, no River Plate je odbio sve ponude. Sezona 2004./2005. nije bila dobra za River, koji je završio 3. u Aperturi i tek 10. u Clausuri te je izgubio u polufinalu Copa Libertadoresa od brazilskog kluba São Paula.
Nakon Kupa Konfederacija u Njemačkoj 2005., Mascherana je zamijetio brazilski klub Corinthians i kupio za 15 milijuna dolara.

### Corinthians (2005. – 2006.)
Mascherano je u Corinthians došao u polusezoni brazilske lige. Nakon samo devet odigranih utakmica za brazilski klub, zadobio je frakturu lijevog stopala i bio izgubljen za ostatak sezone. Vratio se u Argentinu, gdje su ga i operirali tamošnji liječnici. Izbivao je šest mjeseci i propustio početak nove brazilske sezone te početak Copa Libertadoresa. Vratio se upravo u susretu s bivšim klubom River Plateom, protiv kojeg su Brazilci izgubili.
Iako je bilo zainteresiranosti europskih klubova za njega, Javier je ostao s Corintiansom do kraja i borio se za ostanak u ligi. U ljetnom prelaznom roku prešao je u engleski West Ham United sa svojim kolegom iz kluba i reprezentacije Carlosom Tévezom.

### West Ham United (2006. – 2007.)
Prije Mascheranovog dolaska u West Ham u ljeto 2006., klub je u prvenstvu imao jednu pobjedu, jedan neriješeni rezultat i jedan poraz, da bi nakon toga upao u veliku krizu, što igračku, što financijsku. West Ham je odlučio prodati neke igrače, a na listu je došao i netom kupljeni Mascherano. U siječnju 2007., Liverpool je poslao ponudu za posudbu Mascherana što je West Ham i prihvatio.

### Liverpool (od 2007. – 2010.)
Dana 10. veljače 2007. Mascherano je došao na posudbu u Liverpool. Odmah je dobio broj 20 u Ligi prvaka. Prvu utakmicu odigrao je protiv Sheffield Uniteda i trener Rafael Benítez ga je odmah nakon utakmice pohvalio, baš kao i suigrač Steven Gerrard.
Nakon utakmice protiv Arsenala, Benítez ga je prozvao "zvijeri od igrača". Prvu utakmicu u Ligi prvaka Mascherano je odigrao u osmini finala protiv PSV Eindhovena, a "Redsi" su pobijedili. Te je godine Liverpool poražen 1:2 od AC Milana u finalu Lige prvaka.
Nakon mjeseci nagađanja, Mascherano je potpisao četverogodišnji ugovor s Liverpoolom koji ga veže do 2012. godine. Pretpostavlja se da je ugovor koštao oko 18 milijuna funti. Prvi pogodak u Premier ligi Javier je postigao protiv Readinga u ožujku 2008.

### Barcelona (2010. – 2018.)
Mascherano je na 28. kolovoza 2010. prešao za 21 milijuna eura u španjolski nogometni klub FC Barcelona. Mascherano je debitirao za Barcelonu u utakmici protiv španjolskog kluba Hérculesa.

## Reprezentacija
Za argentinsku je reprezentaciju Mascherano debitirao 2001. godine. Na Olimpijskim igrama 2004. i 2008. okitio se zlatnom medaljom. Kapetansku vrpcu u reprezentaciji preuzeo je koncem 2009. godine od Javiera Zanettija.

## Vanjske poveznice
- Profil na službenoj stranici Liverpoola
- Profil na Soccerbaseu  Arhivirana inačica izvorne stranice od 3. studenoga 2009. (Wayback Machine)
- Profil na BBC Sportu  Arhivirana inačica izvorne stranice od 24. srpnja 2008. (Wayback Machine)
- Profil na LFChistory.net
- Profil na Goal.com  Arhivirana inačica izvorne stranice od 9. siječnja 2008. (Wayback Machine)